# Pégase du Festival de Bruxelles
Pour les articles homonymes, voir Pégase (homonymie) et Prix Pégase.
Le Pégase est le prix du public décerné depuis 1991 au cours du Festival international du film fantastique de Bruxelles. L’œuvre a été créée par l'artiste Daniel Monic.

## Palmarès
| Année | Film                                    | Titre original                  | Réalisateur                          | Pays                                          |
| ----- | --------------------------------------- | ------------------------------- | ------------------------------------ | --------------------------------------------- |
| 1991  | Warlock                                 |                                 | Steve Miner                          | États-Unis                                    |
| 1992  | Le Sous-sol de la peur                  | The People Under the Stairs     | Wes Craven                           | États-Unis                                    |
| 1993  | Evil Dead 3 : L'armée des ténèbres      | Army of Darkness : Evil Dead 3  | Sam Raimi                            | États-Unis                                    |
| 1994  | 12 h 01, prisonnier du temps            | 12:01                           | Jack Sholder                         | États-Unis                                    |
| 1995  | Le Veilleur de nuit                     | Nattevagten                     | Ole Bornedal                         | Danemark                                      |
| 1996  | Tuez-moi d'abord                        | Nur über meine Leiche           | Rainer Matsutani                     | Allemagne                                     |
| 1997  | Karmina                                 |                                 | Gabriel Pelletier                    | Canada                                        |
| 1998  | Event Horizon, le vaisseau de l'au-delà | Event Horizon                   | Paul W.S. Anderson                   | Royaume-Uni / États-Unis                      |
| 1999  | Dark City                               |                                 | Alex Proyas                          | Australie / États-Unis                        |
| 2000  | Galaxy Quest                            |                                 | Dean Parisot                         | États-Unis                                    |
| 2001  | Terror Tract                            |                                 | Lance W. Dreesen, Clint Hutchison    | États-Unis                                    |
| 2002  | Dog Soldiers                            |                                 | Neil Marshall                        | Royaume-Uni                                   |
| 2003  | Dead End                                |                                 | Jean-Baptiste Andrea, Fabrice Canepa | France / États-Unis                           |
| 2004  | L'Effet papillon                        | The Butterfly Effect            | Eric Bress, J. Mackye Gruber         | États-Unis / Canada                           |
| 2005  | Saw                                     |                                 | James Wan                            | États-Unis / Australie                        |
| 2006  | Adam's Apples                           | Adams Æbler                     | Anders Thomas Jensen                 | Danemark                                      |
| 2007  | Death Note                              |                                 | Shūsuke Kaneko                       | Japon                                         |
| 2008  | [●REC]                                  |                                 | Jaume Balagueró, Paco Plaza          | Espagne                                       |
| 2009  | Sexy Killer                             | Sexykiller, morirás por ella    | Miguel Martí                         | Espagne                                       |
| 2010  | Vampires                                |                                 | Vincent Lannoo                       | Belgique                                      |
| 2011  | Père Noël Origines                      | Rare Exports : A Christmas Tale | Jalmari Helander                     | Finlande / Norvège / France / Suède           |
| 2012  | Iron Sky                                |                                 | Timo Vuorensola                      | Finlande / Allemagne / Australie / États-Unis |